# Чарльз Корвер
Чарльз Корвер (нід. Charles Corver; 16 січня 1936, Лейден, Нідерланди — 10 листопада 2020, Лейдсендам, Нідерланди),  — нідерландський футбольний суддя. Арбітр ФІФА з 1972 по 1983 роки.

## Біографія
Був суддею на двох чемпіонатах світу: в Аргентині 1978 року та в Іспанії 1982 року. Таку ж честь йому було довірено на чемпіонаті Європи в Італії 1980 року.
На клубному рівні — головний рефері у першому матчі розіграшу Міжконтинентального кубка 1974 року та фіналу Кубка чемпіонів 1978 в Лондоні на Уемблі, а також по одному фінальному матчу (з двох) у Кубку УЄФА у 1977 та 1983 роках.
Після завершення кар'єри арбітра був спостерігачем на матчах під егідою ФІФА та УЄФА та Футбольної федерації Нідерландів та членом дисциплінарного комітету.
За фахом — менеджер з продажу в броварській кампанії «Хайнекен» («Heineken»).
Був також політиком на місцевому рівні.
На початку листопада 2020 року було оголошено, що Корвер невиліковно хворий. Через кілька днів він помер від метастатичного раку шлунка.